# Štěpán II. z Medlova
Štěpán II. z Medlova (1208–1256) byl moravský šlechtic z rodu pánů z Medlova.
Jeho otcem byl moravský šlechtic Štěpán I. z Medlova. Jestliže o otci existuje poměrně dosti písemných materiálů, o Štěpánovi II. jsou informace skoupé. Spolu se svým bratrem Jimramem I. z Medlova se stal zakladatelem rodu, který se psal "z Pernštejna," "z Bystřice," "z Otaslavic," "z Auešperka," "z Kamene" potažmo "ze Zubštejna" a "z Jakubova". 